# Садуакасов, Нурсултан Алексеевич
Нурсултан Алексеевич Садуакасов (род. 5 сентября 2000; Барнаул, Алтайский край, Россия) — российский самбист. Мастер спорта России по Самбо. Чемпион Кубка России по самбо (2020), Чемпион Кубка России по самбо (2022), Чемпион России по самбо (2023).

## Биография
Нурсултан родился 5 сентября 2000 года в российском городе Барнауле, Алтайского края.
Воспитанник Спортивной школы олимпийского резерва.
На Всероссийских и Международных соревнованиях представляет Алтайский край.

## Соревнования

### Юноши
- Спартакиада учащихся России 2015 — 3 место

### Юниоры
- Первенство России 2019 — 5 место[4]
- Первенство России 2020 — 2 место[5]
- Первенство Мира 2022 — 2 место[6]

### Чемпионат Кубка России
- Кубок России 2022 — 3 место[7] (мужчины)
- Кубок России 2022 — 3 место[8] (мужчины)

### Чемпионат России по Самбо
- Чемпион России по Самбо 2023 — 1 место (мужчины)[9]

## Спортивные звания
- Мастер спорта России по Самбо